# Juan Lindolfo Cuestas
Juan Lindolfo Cuestas (ur. 6 stycznia 1837, zm. 21 czerwca 1905) – urugwajski polityk z partii Colorado. W latach 1897–1899 oraz 1899-1903 był prezydentem Urugwaju.